# Nybarock
Nybarock (även neobarock) var en historiserande stilriktning inom arkitektur och konsthantverk som under andra hälften av 1800-talet tog upp former och motiv från barocken.
Nybarocken var en stilmässig tillbakagång till barocken som präglas av rikt smyckade fasader med ornament, tinnar och torn, toureller och rundbågar. Även interiören var rikt dekorerad med marmor, stuckatur och guldinlägg.
Stilen användes gärna för offentliga byggnader såsom regeringsbyggnader och teatrar. Här kan nämnas Riksdagshuset i Stockholm, Kungliga Operan i Stockholm samt Semperoper i Dresden och Paris operahus, även kallat L'Opéra Garnier. Även kungligheter fann denna stil lämplig för sina slott, ett exempel på detta är Herrenchiemsee, en kopia av Versailles något större än originalet, byggt av Ludvig II av Bayern. När stilriktningen var högsta mode lät även några förmögna privatpersoner bygga sina hus i nybarock, till exempel Villa Lusthusporten, en unik 1800-talsvilla vid Djurgårdsvägens norra del på Djurgården i Stockholm.
I Sverige avlöstes stilen kring sekelskiftet 1900 av art nouveau, jugend och sedermera nationalromantik, och några nyuppförda byggnader, som Riksdagshuset i Stockholm, fick hård kritik för att vara "efter sin tid".

## Bilder

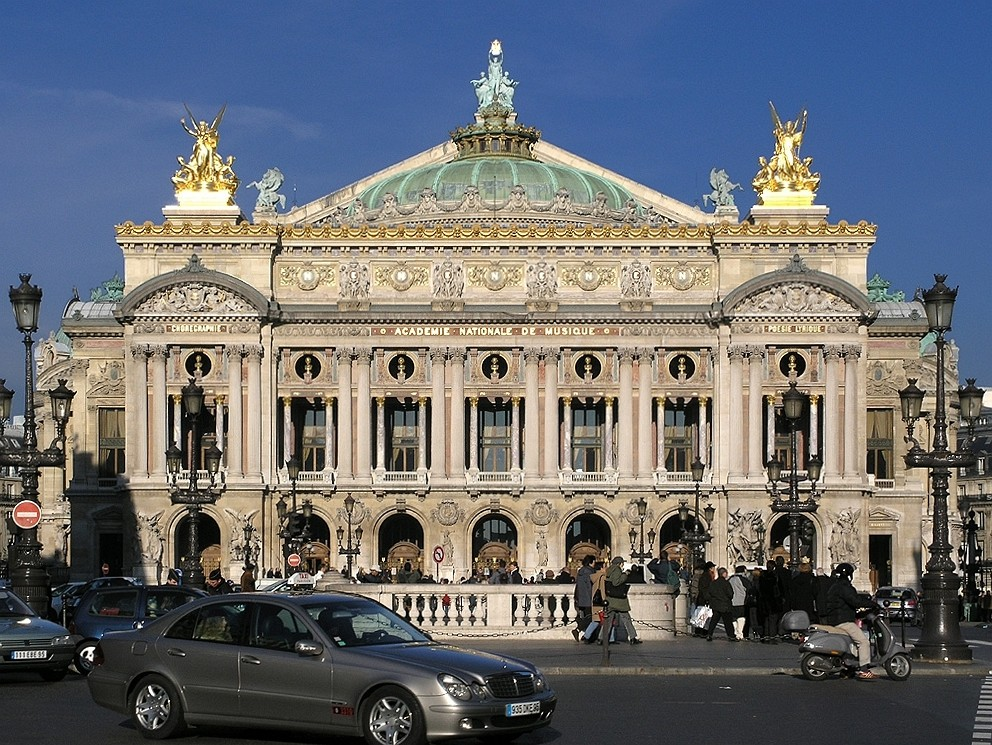
L'Opéra Garnier.
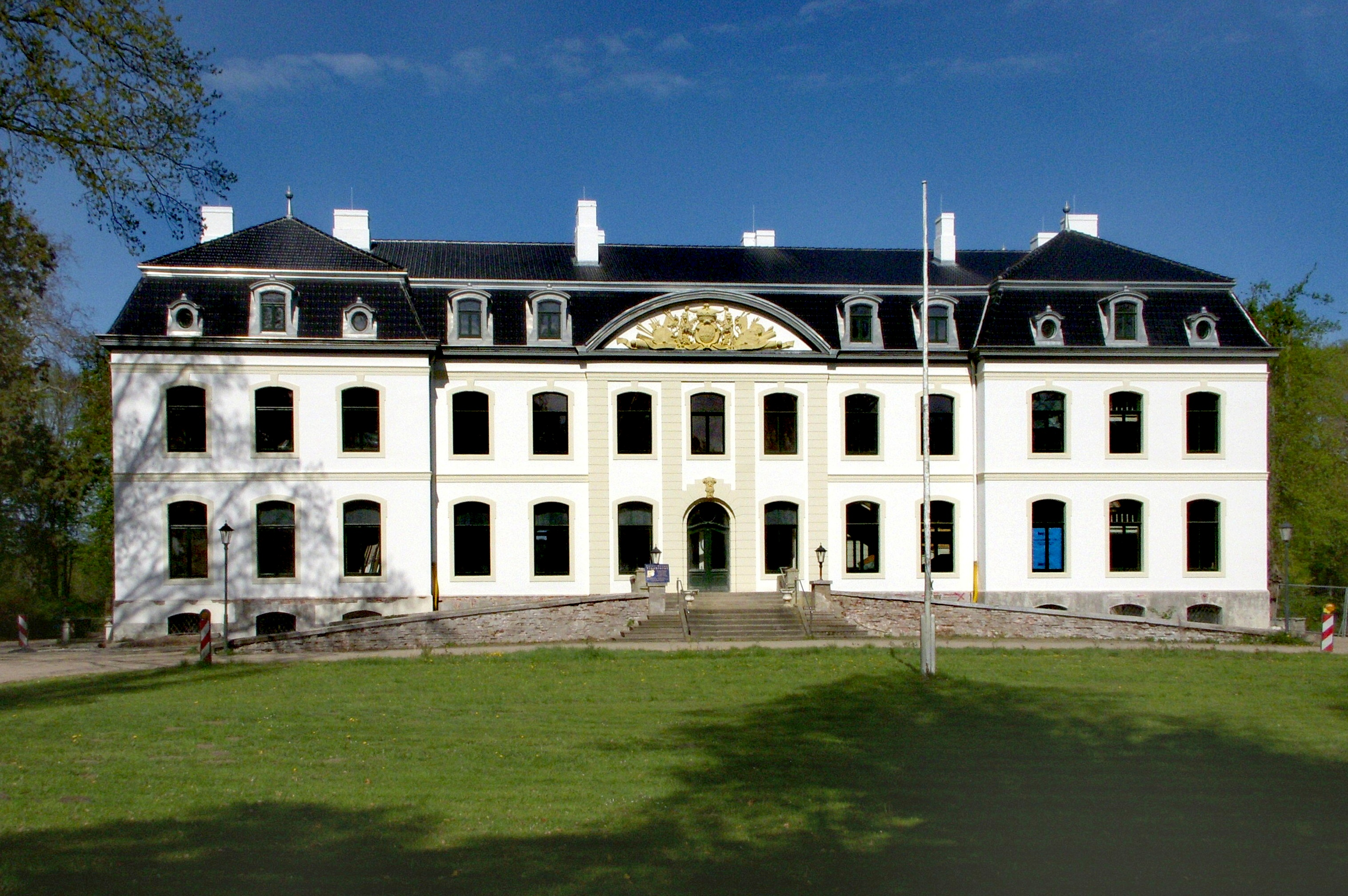
Schloss Weissenhaus.
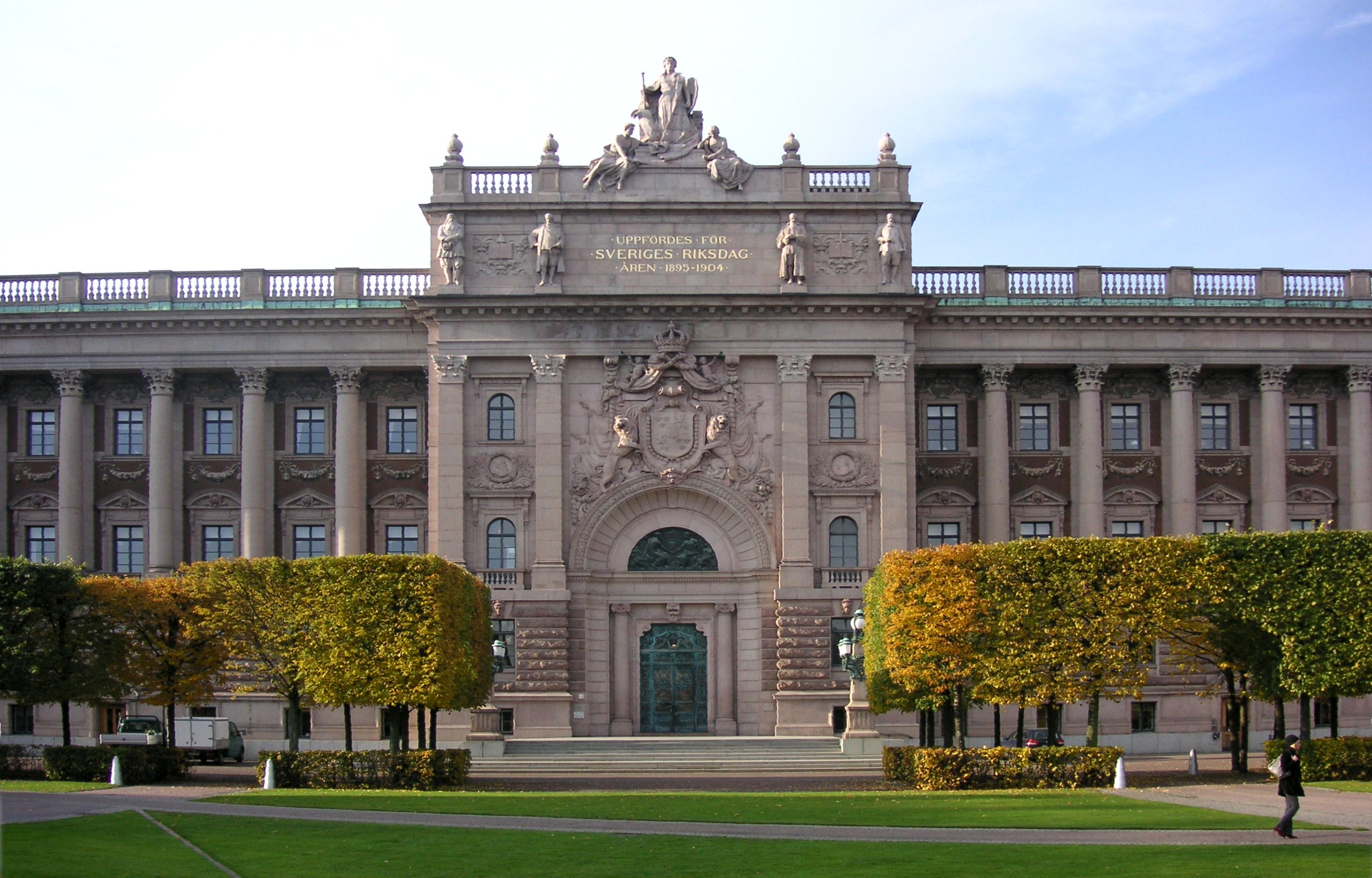
Riksdagshuset i Stockholm.
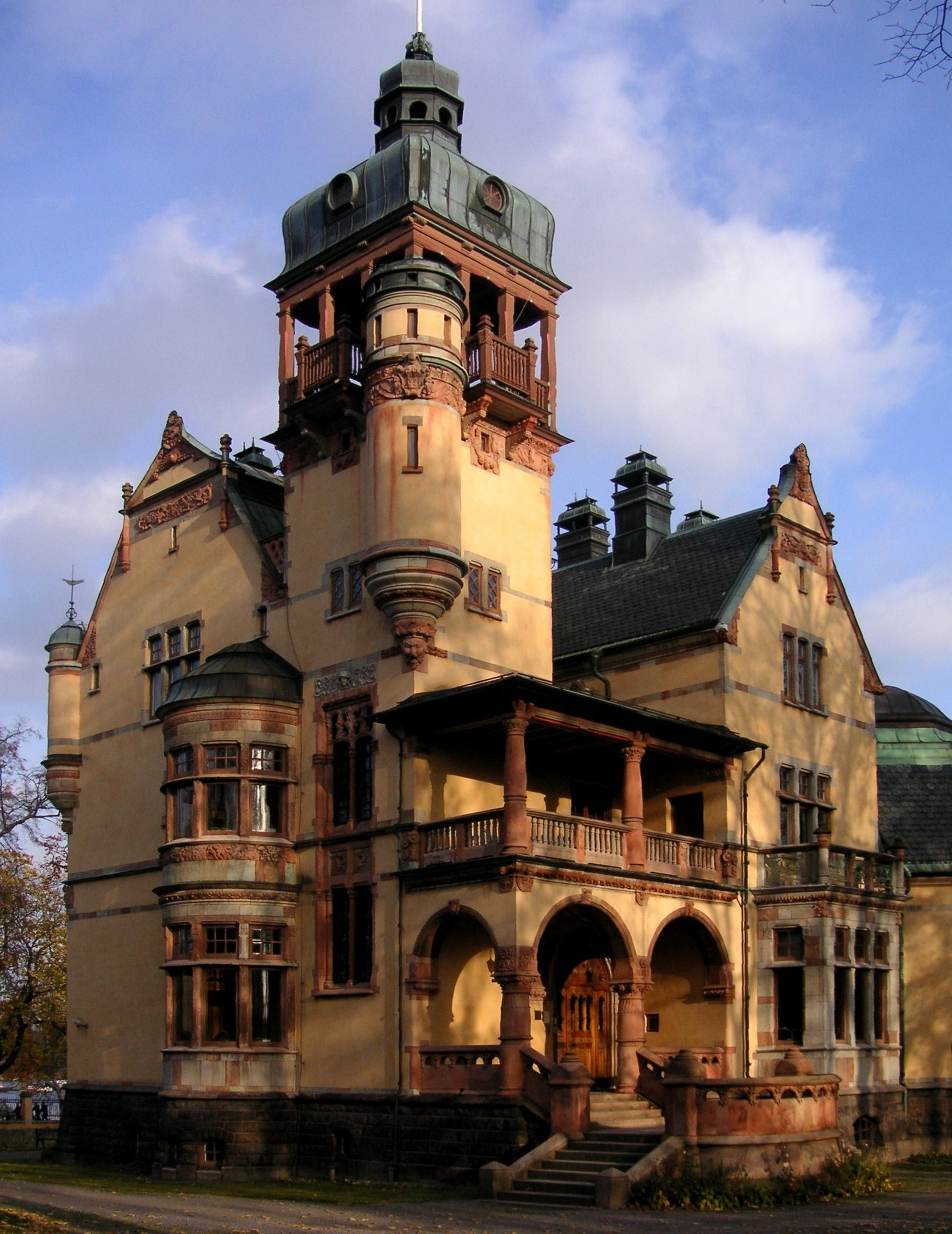
Villa Lusthusporten.